# Metaemene alba
Metaemene alba là một loài bướm đêm trong họ Erebidae.